# Join (SQL)
JOIN — оператор языка SQL, который является реализацией операции соединения реляционной алгебры. Входит в предложение FROM операторов SELECT, UPDATE и DELETE.
Операция соединения, как и другие бинарные операции, предназначена для обеспечения выборки данных из двух таблиц и включения этих данных в один результирующий набор. Отличительными особенностями операции соединения являются следующие:
- в схему таблицы-результата входят столбцы обеих исходных таблиц (таблиц-операндов), то есть схема результата является «сцеплением» схем операндов;
- каждая строка таблицы-результата является «сцеплением» строки из одной таблицы-операнда со строкой второй таблицы-операнда.

Определение того, какие именно исходные строки войдут в результат и в каких сочетаниях, зависит от типа операции соединения и от явно заданного условия соединения. Условие соединения, то есть условие сопоставления строк исходных таблиц друг с другом, представляет собой логическое выражение (предикат).
При необходимости соединения не двух, а нескольких таблиц, операция соединения применяется несколько раз (последовательно).
SQL-операция JOIN является реализацией операции соединения реляционной алгебры только в некотором приближении, поскольку в реляционной модели данных соединение выполняется над отношениями, которые являются множествами, а в SQL —  над таблицами, которые являются мультимножествами. Результаты операций тоже, в общем случае, различны: в реляционной алгебре результат соединения даёт отношение (множество), а в SQL — таблицу (мультимножество).

## Описание оператора
```
FROM

  
Table1

  
{
INNER
 
|
 
{
LEFT
 
|
 
RIGHT
 
|
 
FULL
}
 
OUTER
 
|
 
CROSS
 
}
 
JOIN

  
Table2

    
{
ON
 
<
condition
>
 
|
 
USING
 
(
field_name
 
[,...
 
n
])
}

```

В большинстве СУБД при указании слов LEFT, RIGHT, FULL слово OUTER можно опустить.
Слово INNER также в большинстве СУБД можно опустить.
В общем случае СУБД при выполнении соединения проверяет условие (предикат) condition. Если названия столбцов, по которым происходит соединение таблиц, совпадают, то вместо ON можно использовать USING. Для CROSS JOIN условие не указывается.
Для перекрёстного соединения (декартова произведения) CROSS JOIN в некоторых реализациях SQL используется оператор «запятая» (,):
```
FROM

  
Table1
,

  
Table2

```

## Виды оператора JOIN
Для дальнейших пояснений будут использоваться следующие таблицы:
| Id | Name            |
| -- | --------------- |
| 1  | Москва          |
| 2  | Санкт-Петербург |
| 3  | Казань          |

| Name     | CityId |
| -------- | ------ |
| Андрей   | 1      |
| Леонид   | 2      |
| Сергей   | 1      |
| Григорий | 4      |

### INNER JOIN
Оператор внутреннего соединения INNER JOIN соединяет две таблицы. Порядок таблиц для оператора неважен, поскольку оператор является коммутативным.
Заголовок таблицы-результата является объединением (конкатенацией) заголовков соединяемых таблиц.
Тело результата логически формируется следующим образом. Каждая строка одной таблицы сопоставляется с каждой строкой второй таблицы, после чего для полученной «соединённой» строки проверяется условие соединения (вычисляется предикат соединения). Если условие истинно, в таблицу-результат добавляется соответствующая «соединённая» строка.
Описанный алгоритм действий является строго логическим, то есть он лишь объясняет результат, который должен получиться при выполнении операции, но не предписывает, чтобы конкретная СУБД выполняла соединение именно указанным образом. Существует несколько способов реализации операции соединения, например, соединение вложенными циклами (англ. inner loops join), соединение хешированием (англ. hash join), соединение слиянием (англ. merge join). Единственное требование состоит в том, чтобы любая реализация логически давала такой же результат, как при применении описанного алгоритма.
```
SELECT
 
*

FROM

  
Person

  
INNER
 
JOIN

  
City

    
ON
 
Person
.
CityId
 
=
 
City
.
Id

```

Результат:
| Person.Name | Person.CityId | City.Id | City.Name       |
| ----------- | ------------- | ------- | --------------- |
| Андрей      | 1             | 1       | Москва          |
| Леонид      | 2             | 2       | Санкт-Петербург |
| Сергей      | 1             | 1       | Москва          |

### OUTER JOIN
Соединение двух таблиц, в результат которого обязательно входят все строки либо одной, либо обеих таблиц.

#### LEFT OUTER JOIN
Оператор левого внешнего соединения LEFT OUTER JOIN соединяет две таблицы. Порядок таблиц для оператора важен, поскольку оператор не является коммутативным.
Заголовок таблицы-результата является объединением (конкатенацией) заголовков соединяемых таблиц.
Тело результата логически формируется следующим образом. Пусть выполняется соединение левой и правой таблиц по предикату (условию) p.
1. В результат включается внутреннее соединение (INNER JOIN) левой и правой таблиц по предикату p.
2. Затем в результат добавляются те строки левой таблицы, которые не вошли во внутреннее соединение на шаге 1. Для таких строк столбцы, соответствующие правой таблице, заполняются значениями NULL.

```
SELECT
 
*

FROM

  
Person
 
-- Левая таблица

  
LEFT
 
OUTER
 
JOIN

  
City
   
-- Правая таблица

    
ON
 
Person
.
CityId
 
=
 
City
.
Id

```

Результат:
| Person.Name | Person.CityId | City.Id | City.Name       |
| ----------- | ------------- | ------- | --------------- |
| Андрей      | 1             | 1       | Москва          |
| Леонид      | 2             | 2       | Санкт-Петербург |
| Сергей      | 1             | 1       | Москва          |
| Григорий    | 4             | NULL    | NULL            |

#### RIGHT OUTER JOIN
Оператор правого внешнего соединения RIGHT OUTER JOIN соединяет две таблицы. Порядок таблиц для оператора важен, поскольку оператор не является коммутативным.
Заголовок таблицы-результата является объединением (конкатенацией) заголовков соединяемых таблиц.
Тело результата логически формируется следующим образом. Пусть выполняется соединение левой и правой таблиц по предикату (условию) p.
1. В результат включается внутреннее соединение (INNER JOIN) левой и правой таблиц по предикату p.
2. Затем в результат добавляются те строки правой таблицы, которые не вошли во внутреннее соединение на шаге 1. Для таких строк столбцы, соответствующие левой таблице, заполняются значениями NULL.

```
SELECT
 
*

FROM

  
Person
 
-- Левая таблица

  
RIGHT
 
OUTER
 
JOIN

  
City
   
-- Правая таблица

    
ON
 
Person
.
CityId
 
=
 
City
.
Id

```

Результат:
| Person.Name | Person.CityId | City.Id | City.Name       |
| ----------- | ------------- | ------- | --------------- |
| Андрей      | 1             | 1       | Москва          |
| Сергей      | 1             | 1       | Москва          |
| Леонид      | 2             | 2       | Санкт-Петербург |
| NULL        | NULL          | 3       | Казань          |

#### FULL OUTER JOIN
Оператор полного внешнего соединения FULL OUTER JOIN соединяет две таблицы. Порядок таблиц для оператора неважен, поскольку оператор является коммутативным.
Заголовок таблицы-результата является объединением (конкатенацией) заголовков соединяемых таблиц.
Тело результата логически формируется следующим образом. Пусть выполняется соединение первой и второй таблиц по предикату (условию) p. Слова «первой» и «второй» здесь не обозначают порядок в записи выражения (который неважен), а используются лишь для различения таблиц.
1. В результат включается внутреннее соединение (INNER JOIN) первой и второй таблиц по предикату p.
2. В результат добавляются те строки первой таблицы, которые не вошли во внутреннее соединение на шаге 1. Для таких строк столбцы, соответствующие второй таблице, заполняются значениями NULL.
3. В результат добавляются те строки второй таблицы, которые не вошли во внутреннее соединение на шаге 1. Для таких строк столбцы, соответствующие первой таблице, заполняются значениями NULL.

```
SELECT
 
*

FROM

  
Person

  
FULL
 
OUTER
 
JOIN

  
City

    
ON
 
Person
.
CityId
 
=
 
City
.
Id

```

Результат:
| Person.Name | Person.CityId | City.Id | City.Name       |
| ----------- | ------------- | ------- | --------------- |
| Андрей      | 1             | 1       | Москва          |
| Сергей      | 1             | 1       | Москва          |
| Леонид      | 2             | 2       | Санкт-Петербург |
| NULL        | NULL          | 3       | Казань          |
| Григорий    | 4             | NULL    | NULL            |

### CROSS JOIN
Оператор перекрёстного соединения, или декартова произведения CROSS JOIN соединяет две таблицы. Порядок таблиц для оператора неважен, поскольку оператор является коммутативным.
Заголовок таблицы-результата является объединением (конкатенацией) заголовков соединяемых таблиц.
Тело результата логически формируется следующим образом. Каждая строка одной таблицы соединяется с каждой строкой второй таблицы, давая тем самым в результате все возможные сочетания строк двух таблиц.
```
SELECT
 
*

FROM

  
Person

  
CROSS
 
JOIN

  
City

```

или
```
SELECT
 
*

FROM

  
Person
,

  
City

```

Результат:
| Person.Name | Person.CityId | City.Id | City.Name       |
| ----------- | ------------- | ------- | --------------- |
| Андрей      | 1             | 1       | Москва          |
| Андрей      | 1             | 2       | Санкт-Петербург |
| Андрей      | 1             | 3       | Казань          |
| Леонид      | 2             | 1       | Москва          |
| Леонид      | 2             | 2       | Санкт-Петербург |
| Леонид      | 2             | 3       | Казань          |
| Сергей      | 1             | 1       | Москва          |
| Сергей      | 1             | 2       | Санкт-Петербург |
| Сергей      | 1             | 3       | Казань          |
| Григорий    | 4             | 1       | Москва          |
| Григорий    | 4             | 2       | Санкт-Петербург |
| Григорий    | 4             | 3       | Казань          |

Если в предложении WHERE добавить условие соединения (предикат p), то есть ограничения на сочетания кортежей, то результат эквивалентен операции INNER JOIN с таким же условием:
```
SELECT
 
*

FROM

  
Person
,

  
City

WHERE

  
Person
.
CityId
 
=
 
City
.
Id

```

Таким образом, выражения t1, t2 WHERE p и t1 INNER JOIN t2 ON p синтаксически являются альтернативными формами записи одной и той же логической операции внутреннего соединения по предикату p. Синтаксис CROSS JOIN + WHERE для операции соединения называют устаревшим, его не рекомендует стандарт SQL ANSI.